# Шрапнел
Шрапнел је врста артиљеријског зрна за гађање живе силе и авиона.

## Историја
Шрапнел је конструисао британски генерал Хенри Шрапнел (енгл. Henry Shrapnel) 1784. године, по којем је добио назив 1852. (до тада се у Великој Британији звао енгл. spherical case shot или сферни картеч.
Први пут је био у употреби 1804. године.

## Опште одлике
Зрно садржи много жељезних или оловних куглица и упаљач који служи да се може удесити (темпирати) да експлодира на одређеној висини у ваздуху, испред циља.
Куглице излећу у облику лијевка којему је дужина већа од ширине.
У новије вријеме шрапнелом је замјењен гранатом с темпираним упаљачем.